# اقتصاد كأس العالم
يقال إن كأس العالم لها تأثير كبير على اقتصاد البلد المضيف.

## الإحصائيات
| المستضيف                       | التكلفة العامة                        |
| ------------------------------ | ------------------------------------- |
| قطر (2022)                     | 220 مليار$ دولار أمريكي               |
| روسيا (2018)                   | 16 مليار$ دولار أمريكي                |
| البرازيل (2014)                | 19.7 مليار$ دولار أمريكي              |
| جنوب أفريقيا (2010)            | 7.2 مليار$ دولار أمريكي               |
| ألمانيا (2006)                 | 4.9 مليار$ دولار أمريكي (3.7 €) مليار |
| كوريا الجنوبية/ اليابان (2002) | 7 مليار$ دولار أمريكي                 |
| فرنسا (1998)                   | 2.33 مليار$ دولار أمريكي              |
| الولايات المتحدة (1994)        | 5 مليون $ دولار أمريكي                |
| إيطاليا (1990)                 | $4 مليار دولار أمريكي                 |